# Perotinový tisk
Perotinový tisk

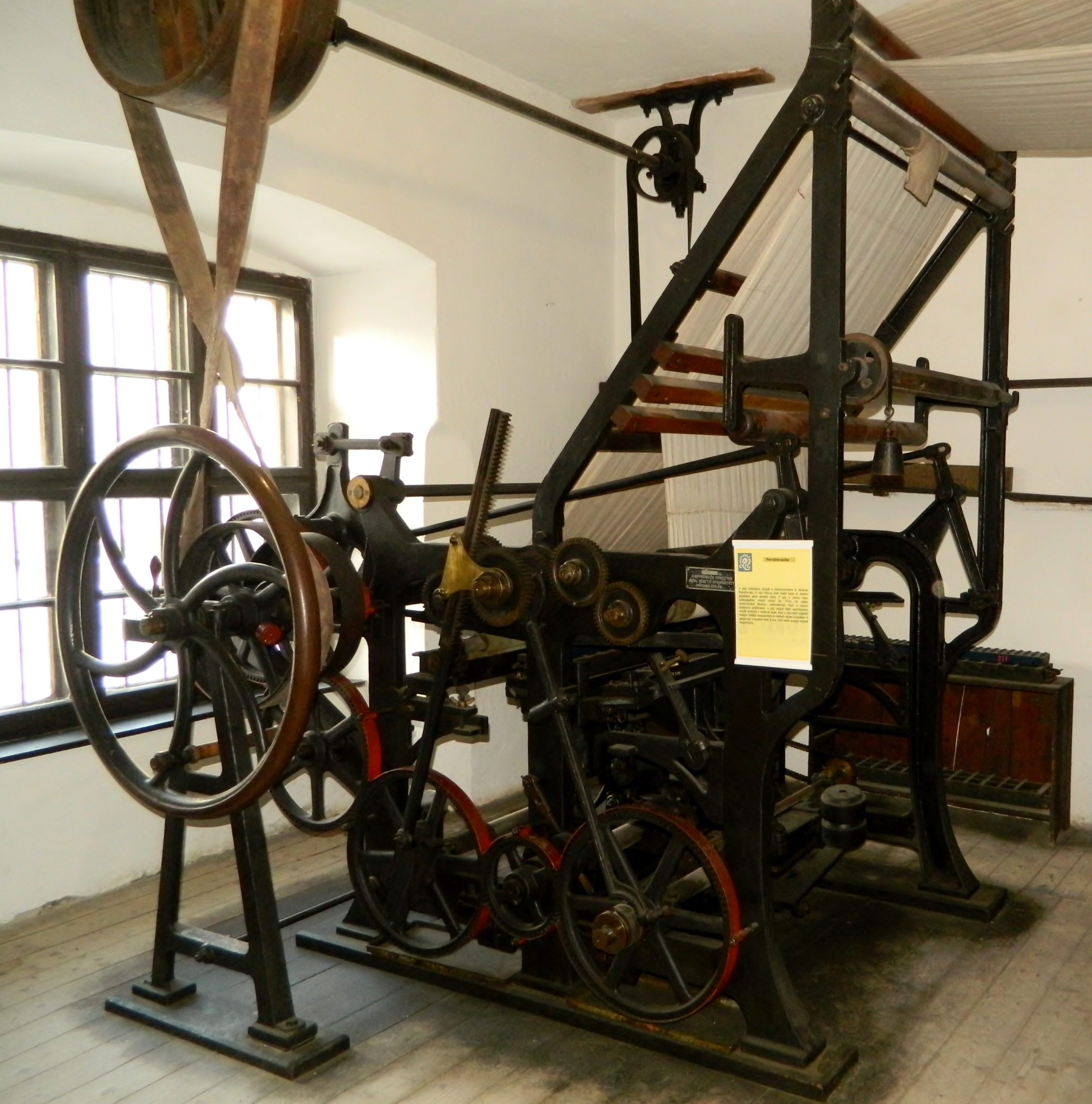
Oboustranná perotina z roku 1909

je technika strojního potiskování textilií plochými šablonami. Zakládá se na patentu Francouze Perrota z roku 1834.

## Funkce perotinového stroje
Tkanina (s podkladovou dekou) je vedena strojem po třech vzájemně kolmo postavených plochách tak, že je obíhá z vnějšku ve tvaru písmene U. Tisk nanášejí na tkaninu tři nezávisle na sobě pracující štočky (délka 91 cm, šířka cca 10 cm) s vyrytým nebo reliéfovým vzorem. Barva se vtírá do štočků přes síta s pomocí speciálních kartáčů.

## Vlastnosti perotiny
Perotina je pokládána za jediný úspěšný pokus o mechanizaci ručního potiskování textilií. 
Perotinové stroje mohou nahradit až 50 tiskařů v práci s tiskařským rámem a rozdělení vzorů je přesnější.  
Nevýhody: střída (velikost) vzoru maximálně cca 12 cm a vzorování v maximálně třech různých barvách.
Perotina se v 19. století rychle rozšířila po celé Evropě (např. ve Francii bylo instalováno nejméně 100 strojů). Výjimkou byla Anglie, kde se vývoj jednoznačně zaměřil na rotační potiskování. 
V Čechách bylo také několik perotin v provozu již ve 40. letech. Protože tak ztratilo zaměstnání několik set tiskařů, došlo např. v roce 1844 v Praze ke stávkám a nepokojům. V 21. století je perotina známá jen z odborné a historické literatury.